# Équipe cycliste Fonte Nova-Felgueiras
L'équipe cycliste Fonte Nova-Felgueiras (connue comme W52-FC Porto jusqu'en 2022) est une équipe cycliste portugaise créée en 2004 et participant aux circuits continentaux de cyclisme et en particulier l'UCI Europe Tour. Elle court avec le statut d'équipe continentale de 2013 à juillet 2022, à l'exception de 2019 où elle avait une licence d'équipe continentale professionnelle.

## Histoire de l'équipe
Cette équipe est basée à Felgueiras, au Portugal. Elle commence à être sponsorisée par la marque de vêtements W52 à partir de 2014 et le club de sport du FC Porto en 2016.
Fondée en 2004, l'équipe a passé les huit premières années à concourir au niveau des jeunes (jusqu'à la catégorie des moins de 23 ans). En 2013, elle obtient une licence d'équipe continentale UCI, sous la désignation commerciale OFM-Quinta da Lixa-Goldentimes. Cette année-là, l'équipe participe pour la première fois au Tour du Portugal, où elle remporte trois étapes et, par l'intermédiaire d'Alejandro Marque, le classement général. L'équipe remporte le classement général de toutes les éditions entre 2013 et 2021, mais Raúl Alarcón est déclassé pour dopage en 2017 et 2018. En 2017, c'est son coéquipier Amaro Antunes qui récupère la victoire, lui-même étant par la suite déclassé de sa victoire en 2021.
La dernière course sous le nom de W52-FC Porto est le Grande Prémio Douro Internacional, en juillet 2022, qui s'est terminée par la victoire de José Neves, courant seul en raison de la suspension de ses collègues en milieu de course. Après les nombreuses affaires de dopage, le FC Porto décide de quitter le cyclisme à la mi-janvier 2023. L'équipe est renommée Fonte Nova-Felgueiras et repasse en amateur.

## Dopage
César Fonte est contrôlé positif au bétaméthasone lors d'une course du calendrier national portugais le 3 juin 2018.
Lors du Tour du Portugal 2018, Rui Vinhas est contrôlé positif pendant la course au Betamethasone, un anti-inflammatoire et doit prouver qu’il a pris la substance par nécessité médicale.
En mai 2019, les médias portugais révèlent que Raúl Alarcón est sous investigation, à la suite de présence de valeurs anormales sur son passeport biologique. Cependant, l'Agence antidopage espagnole nie toute enquête et il peut continuer à courir. Néanmoins, en octobre, il est suspendu provisoirement pour dopage par l'UCI. En mars 2021, il est suspendu pour une durée de quatre ans par l'UCI, jusqu'au 23 octobre 2023. Il perd tous ses résultats acquis depuis 2016, dont 19 victoires, avec notamment ses succès au général du Tour du Portugal en 2017 et 2018,.
En octobre 2020, Edgar Pinto est provisoirement suspendu  en raison d'irrégularité dans son passeport biologique entre 2015 et 2017,.
En avril 2022, il est révélé que le directeur sportif de l'équipe, Nuno Ribeiro, et son adjoint, José Rodrigues, ont été arrêtés lors d’une enquête antidopage de la police judiciaire portugaise. Des substances dopantes ont été trouvées dans les maisons et les chambres d'hôtel de l'équipe. De plus, douze cyclistes de l'équipe sont reconnus comme « suspects » en relation avec un scandale de dopage,. Plus tard en juillet, huit coureurs et deux mécaniciens sont suspendus préventivement par l'Autoridade Antidopagem de Portugal, l'Union Cycliste Internationale révoquant la licence sportive de l'équipe quelques jours plus tard, excluant ainsi le W52-FC Porto du Tour du Portugal 2022,. Quatre mois plus tard, sept de leurs coureurs se sont vu imposer des interdictions pluriannuelles par l'UCI et l'Autorité antidopage portugaise (ADOP) pour une série d'infractions. Les coureurs ayant reconnu les faits, la suspension est finalement ramenée à trois ans. Les coureurs concernés sont João Rodrigues, Ricardo Mestre, Rui Vinhas, Daniel Mestre, Ricardo Vilela, Samuel Caldeira et José Neves.
En juillet 2022, trois autres coureurs de l'équipe W52-FC Porto (Joni Brandão, José Gonçalves et Jorge Magalhães) sont provisoirement suspendus avec le reste de l'équipe en juillet, avant d'être autorisés à courir à la fin de l'année. Tous les trois, cependant, font partie des 26 personnes faisant face à des accusations criminelles de trafic et d'administration de substances et méthodes interdites dans le cadre de l'opération Prova Limpa.
Le 28 février 2023, l'UCI annonce dans un communiqué qu'Amaro Antunes est suspendu pour quatre ans. Sa victoire lors du Tour du Portugal 2021 est annulée, ainsi que ses autres résultats sur la course en 2015 et 2016. Sa cinquième place et sa victoire d'étape sur le Tour de l'Algarve 2017 font partie des autres résultats retirés. Cependant, il devrait conserver ses succès sur le Tour du Portugal 2020 ainsi que sa victoire de 2017, cette dernière héritée de son coéquipier Raúl Alarcón, suspendu pour dopage en 2021.
En avril 2023, pour possession de substances et méthodes interdites, Ricardo Vilela est finalement suspendu dix ans, João Rodrigues sept ans, Joni Brandão six ans et José Gonçalves quatre ans,. Les poursuites contre le cycliste Jorge Magalhães, ainsi que trois membres du staff de l'équipe disparue, dont le directeur sportif, Nuno Ribeiro, restent en cours.

## Principales victoires

### Courses d'un jour
- Classica da Arrábida : Amaro Antunes (2017)

### Courses par étapes
- Tour du Portugal : Alejandro Marque (2013), Gustavo César Veloso (2014 et 2015), Rui Vinhas (2016), Raúl Alarcón (2017 et 2018), João Rodrigues (2019), Amaro Antunes (2017, 2020 et 2021)
- Trophée Joaquim-Agostinho : Eduard Prades (2013), Delio Fernández (2014), Amaro Antunes (2017), José Fernandes (2018)
- Tour de Rio : Gustavo César Veloso (2015)
- Tour des Asturies : Raúl Alarcón (2017)
- Grande Premio Nacional 2 de Portugal : Raúl Alarcón (2018)
- Tour de l'Alentejo : João Rodrigues (2019)
- Tour de l'Algarve : João Rodrigues (2021)

### Championnats nationaux
- Championnats du Portugal sur route : 1
  - Course en ligne : 2021 (José Neves)

## Classements UCI
L'équipe participe aux épreuves des circuits continentaux et en particulier de l'UCI Europe Tour. Les tableaux ci-dessous présentent les classements de l'équipe sur les différents circuits, ainsi que son meilleur coureur au classement individuel.
UCI America Tour
| UCI America Tour | UCI America Tour       | UCI America Tour                          | UCI America Tour |
| Année            | Classement par équipes | Meilleur coureur au classement individuel |                  |
| ---------------- | ---------------------- | ----------------------------------------- | ---------------- |
| 2013             | 21e                    | Gustavo César Veloso (68e)                |                  |
| 2014             | 25e                    | Gustavo César Veloso (84e)                |                  |
| 2015             | 18e                    | Gustavo César Veloso (40e)                |                  |
|                  |                        |                                           |                  |
| Source : UCI     |                        |                                           |                  |

UCI Asia Tour
| UCI Asia Tour | UCI Asia Tour          | UCI Asia Tour                             | UCI Asia Tour |
| Année         | Classement par équipes | Meilleur coureur au classement individuel |               |
| ------------- | ---------------------- | ----------------------------------------- | ------------- |
| 2013          | 64e                    | Samuel Caldeira (227e)                    |               |
|               |                        |                                           |               |
| Source : UCI  |                        |                                           |               |

UCI Europe Tour
| UCI Europe Tour | UCI Europe Tour        | UCI Europe Tour                           | UCI Europe Tour |
| Année           | Classement par équipes | Meilleur coureur au classement individuel |                 |
| --------------- | ---------------------- | ----------------------------------------- | --------------- |
| 2013            | 29e                    | Alejandro Marque (72e)                    |                 |
| 2014            | 36e                    | Gustavo César Veloso (41e)                |                 |
| 2015            | 28e                    | Gustavo César Veloso (39e)                |                 |
| 2016            | 28e                    | Rui Vinhas (239e)                         |                 |
| 2017            | 16e                    | Raúl Alarcón (34e)                        |                 |
| 2018            | 31e                    | Raúl Alarcón (137e)                       |                 |
| 2019            | 23e                    | Edgar Pinto (190e)                        |                 |
| 2020            | 22e                    | Amaro Antunes (163e)                      |                 |
| 2021            | 22e                    | João Rodrigues (225e)                     |                 |
| 2022            | 93e                    | José Neves (706e)                         |                 |
|                 |                        |                                           |                 |
| Source : UCI    |                        |                                           |                 |

L'équipe est également classée au Classement mondial UCI qui prend en compte toutes les épreuves UCI et concerne toutes les équipes UCI.
| Classement mondial | Classement mondial     | Classement mondial                        | Classement mondial |
| Année              | Classement par équipes | Meilleur coureur au classement individuel |                    |
| ------------------ | ---------------------- | ----------------------------------------- | ------------------ |
| 2016               | -                      | Rui Vinhas (447e)                         |                    |
| 2017               | -                      | Raúl Alarcón (125e)                       |                    |
| 2018               | -                      | Raúl Alarcón (279e)                       |                    |
| 2019               | 44e                    | Edgar Pinto (227e)                        |                    |
| 2020               | 43e                    | Amaro Antunes (197e)                      |                    |
| 2021               | 43e                    | João Rodrigues (264e)                     |                    |
| 2022               | 162e                   | José Neves (970e)                         |                    |
|                    |                        |                                           |                    |
| Source : UCI       |                        |                                           |                    |

## W52-FC Porto en 2022
Équipe suspendue le 15 juillet 2022 par l'UCI.
| Cycliste        | Date de naissance | Nationalité | Équipe 2021        |  |
| --------------- | ----------------- | ----------- | ------------------ |  |
| Amaro Antunes   | 27 novembre 1990  | Portugal    | W52-FC Porto       |  |
| Joni Brandão    | 20 novembre 1989  | Portugal    | W52-FC Porto       |  |
| Samuel Caldeira | 30 novembre 1985  | Portugal    | W52-FC Porto       |  |
| José Gonçalves  | 13 février 1989   | Portugal    | Delko              |  |
| Jorge Magalhães | 10 février 1997   | Portugal    | W52-FC Porto       |  |
| Daniel Mestre   | 1er avril 1986    | Portugal    | W52-FC Porto       |  |
| Ricardo Mestre  | 11 septembre 1983 | Portugal    | W52-FC Porto       |  |
| Guilherme Mota  | 12 juillet 2000   | Portugal    | Kelly-Simoldes-UDO |  |
| José Neves      | 30 octobre 1995   | Portugal    | W52-FC Porto       |  |
| João Rodrigues  | 15 novembre 1994  | Portugal    | W52-FC Porto       |  |
| Ricardo Vilela  | 18 décembre 1987  | Portugal    | W52-FC Porto       |  |
| Rui Vinhas      | 6 décembre 1986   | Portugal    | W52-FC Porto       |  |